# Лочен-Мулаоський автономний повіт
24°47′17″ пн. ш. 108°54′13″ сх. д. / 24.788° пн. ш. 108.9035° сх. д.
Лочен-Мулаоський автономний повіт (кит. 罗城仫佬族自治县, пін. Luóchéng Mùlăozú Zìzhìxiàn) — один із повітів КНР у складі префектури Хечи, Гуансі-Чжуанський автономний район. Адміністративний центр — містечко Дунмень.

## Географія
Лочен-Мулаоський автономний повіт лежить на висоті близько 330 метрів над рівнем моря на одній з приток річки Жунцзян.

### Клімат
Повіт знаходиться у зоні, котра характеризується вологим субтропічним кліматом. Найтепліший місяць — липень із середньою температурою 27,2 °C. Найхолодніший місяць — січень, із середньою температурою 9,1 °С.
| Клімат повіту Лочен-Мулао                          | Клімат повіту Лочен-Мулао | Клімат повіту Лочен-Мулао | Клімат повіту Лочен-Мулао | Клімат повіту Лочен-Мулао | Клімат повіту Лочен-Мулао | Клімат повіту Лочен-Мулао | Клімат повіту Лочен-Мулао | Клімат повіту Лочен-Мулао | Клімат повіту Лочен-Мулао | Клімат повіту Лочен-Мулао | Клімат повіту Лочен-Мулао | Клімат повіту Лочен-Мулао | Клімат повіту Лочен-Мулао |
| Показник                                           | Січ.                      | Лют.                      | Бер.                      | Квіт.                     | Трав.                     | Черв.                     | Лип.                      | Серп.                     | Вер.                      | Жовт.                     | Лист.                     | Груд.                     | Рік                       |
| Середній максимум, °C                              | 12,6                      | 15                        | 18,1                      | 23,8                      | 27,8                      | 29,9                      | 31,7                      | 32,1                      | 30,2                      | 26,1                      | 21,3                      | 15,7                      | 23,7                      |
| Середня температура, °C                            | 9,1                       | 11,4                      | 14,5                      | 19,8                      | 23,6                      | 25,9                      | 27,2                      | 27,2                      | 25,2                      | 21,1                      | 16,2                      | 11,2                      | 19,4                      |
| Середній мінімум, °C                               | 6,6                       | 8,8                       | 12                        | 16,9                      | 20,6                      | 23,2                      | 24,1                      | 23,8                      | 21,5                      | 17,5                      | 12,8                      | 8,1                       | 16,3                      |
| Норма опадів, мм                                   | 53.7                      | 51.2                      | 92.7                      | 131.4                     | 242.2                     | 366.5                     | 251.6                     | 161.6                     | 88.9                      | 62.5                      | 59.4                      | 43.7                      | 1605.4                    |
| Вологість повітря, %                               | 77                        | 78                        | 82                        | 81                        | 81                        | 84                        | 82                        | 80                        | 76                        | 73                        | 74                        | 72                        | 78                        |
| -------------------------------------------------- | ------------------------- | ------------------------- | ------------------------- | ------------------------- | ------------------------- | ------------------------- | ------------------------- | ------------------------- | ------------------------- | ------------------------- | ------------------------- | ------------------------- | ------------------------- |
| Джерело: Дані метеостанції №59033 (КНР, 1991-2020) |                           |                           |                           |                           |                           |                           |                           |                           |                           |                           |                           |                           |                           |